# Houston Heights

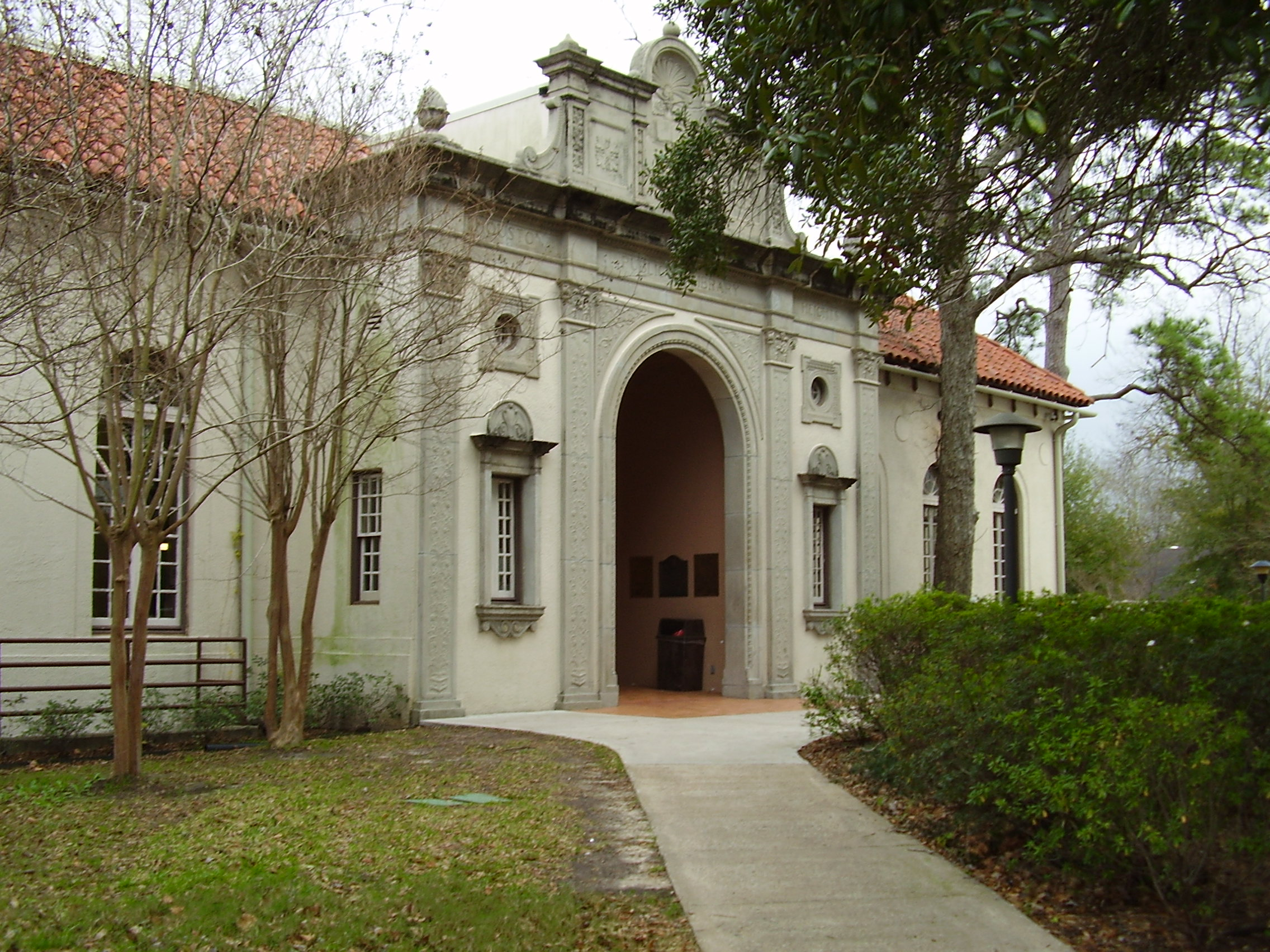
La bibliothèque des Heights

Houston Heights, que l'on abrège souvent par « The Heights » (en français: les Hauteurs ou les Hauts) est un important quartier situé au centre nord-ouest de  Houston au Texas.

## Histoire
Lors de sa création, en 1891, Houston Heights était ce que les anglo-saxons nomment un streetcar suburb de Houston, soit une banlieue qui devait son développement à une ligne de tramway. Elle possédait ses propres autorités municipales, jusqu'à l'annexion des Heights par Houston en 1919.  
Tout comme le quartier de Montrose, elle se targue d'une grande diversité de population. Au début des années 1990, les Heights était connue comme étant peuplée d'artistes.  
Grâce à une loi d'urbanisation stricte appliquée sur les Heights area, une majorité de maisons de la fin du XIXe siècle lui donne son caractère et son charme.
Parmi ses résidents les plus célèbres, on compte, Red Adair, le pompier des puits de pétrole, ou encore Dan Rather, le chroniqueur de CBS.